# C/1689 X1
 C/1689 X1  je neperiodični komet, ki ga je 
odkril Simon van der Stel 12. avgusta 1689 v Cape Townu v Južni Afriki.

## Značilnosti
Komet je imel parabolično tirnico . 
V prisončju je bil 30. novembra 1689. Takrat je bil od Sonca oddaljen samo 0,064 a.e. Zemlji je bil najbliže 14. decembra 1689. Takrat se ji je približal na razdaljo samo 0,738 a.e. .